# AN/AQS-22

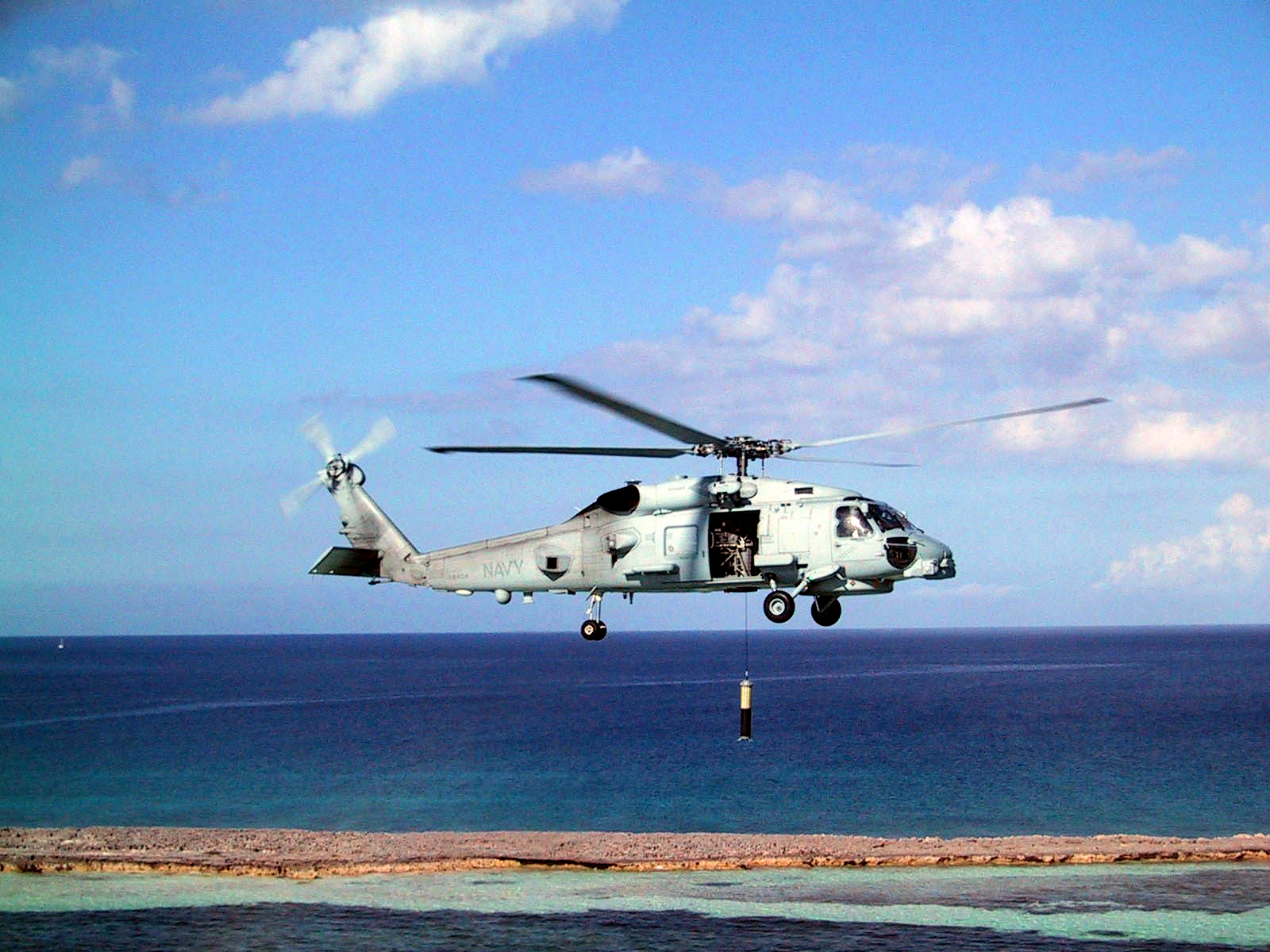
Ein MH-60R-Helikopter mit einem AN/AQS-22-Tauchsonar

Das AN/AQS-22 ALFS (Airborne Low-Frequency Sonar) ist ein aktiv/passiv Tauchsonar für Hubschrauber. Es wird seit 2006 von Raytheon und Thales produziert in Brest (France).

## Beschreibung
Das AQS-22 wurde speziell für den Einsatz mit dem Sikorsky MH-60R Seahawk-Helikopter entwickelt. Es soll das AN/AQS-13 ablösen und besitzt laut Hersteller gegenüber den Vorgängersystemen eine Reichweitensteigerung um das Vierfache, sowohl im aktiven als auch im passiven Modus, wobei zwischen fünf unterschiedlichen Sende- und Empfangsfrequenzen ausgewählt werden kann. Durch eine moderne Signalverarbeitung kann das System feindliche U-Boote auch unter schwierigen Bedingungen (flache Gewässer, starke Hintergrundgeräusche) orten, verfolgen und klassifizieren. Unterwassertelefonie und die Analyse der Wasserbedingungen sind ebenfalls möglich. Des Weiteren soll die Anlage auch U-Boote orten können, welche mit echolosen Kacheln ausgerüstet sind (z. B. Los-Angeles-Klasse). Das Sonar selbst verfügt über 24 Hydrophone, welche im Frequenzbereich von 1,2 bis 5,6 kHz arbeiten, wiegt 43 kg und ist an einem 775 Meter langen Kabel befestigt. Um die Effizienz zu verbessern sind alle Hydrophone paarweise an 12 ausfahrbaren Teleskoparmen angebracht, welche innerhalb von vier bis fünf Sekunden ein- und ausgefahren werden können. Das gesamte System wiegt 260 kg und kann auch kooperativ mit verschiedenen Sonarbojen und dem AN/SQS-53 eingesetzt werden.